# Purbayani
Purbayani is een bestuurslaag in het regentschap Garut van de provincie West-Java, Indonesië. Purbayani telt 5557 inwoners (volkstelling 2010).